# 河村憐次
河村 憐次（かわむら れんじ、1917年（大正6年）6月14日 - 2014年（平成26年）2月15日）は、日本の政治家。山口県下松市長（4期）、山口県議会議員（5期）、下松市議会議員。位階は従四位。山口県下松市出身。慶應義塾大学法学部卒業。

## 経歴
- 東洋鋼鈑下松工場で安全厚生課長、下松営業所長などを務めた。
- 社会福祉法人松星苑（しょうせいえん）理事長として知的障害者のための施設を経営してきた。現在は名誉理事長。
- 下松市長時代は山口県市長会会長、全国市長会副会長を務めた。
- 2014年2月15日午後10時38分、肺炎のため、山口県周南市の病院で死去。96歳没。歿日付で従四位。

## 選挙
- 1954年4月　下松市議会議員に無所属で当選。36歳（市議1期目）
- 1967年4月　山口県議会議員に無所属で当選。49歳（県議1期目）
- 1971年4月　山口県議会議員に自民党公認で当選。53歳（県議2期目）
- 1975年4月　山口県議会議員に自民党公認で当選。57歳（県議3期目）
- 1979年4月　山口県議会議員に自民党公認で当選。61歳（県議4期目）
- 1983年4月　山口県議会議員に自民党公認で当選。65歳（県議5期目）
- 1984年4月　下松市長に当選。66歳（市長1期目）=岩崎重男（無新・前助役）を破る
- 1988年4月　下松市長に当選。70歳（市長2期目）=岡本三平（共新・元市議）を破る
- 1992年4月　下松市長に当選。74歳（市長3期目）=弘中佑児（無新・元市議会議長）を破る
- 1996年4月　下松市長に当選。78歳（市長4期目）=無投票
- 2000年4月　下松市長に落選。82歳 =井川成正（無新・元市議会議長）に敗れる

## 政策
- 県議時代は一貫して岸信介派（のちの吹田愰派）に属した。
- 下松市長には前評判の高かった前助役を大差で破って当選し「変革の初V」と報じられた。さっそく助役には「市政に新しい血を入れる」と県庁幹部を迎えた。
- 市長在任中は西友を核にした「ザ・モール周南」（現在のゆめタウン下松）の誘致に成功し、下松に大型店ラッシュの呼び水を作った。現在も商業面積に占める大型店の割合（大型店占有率）は全国トップである。
- 合併による中核都市づくりを標榜し、3市2町合併協議会の設立に貢献したが、2000年の市長選では合併慎重派の井川成正に敗れた。